# Your Cheatin' Heart (sang)
"Your Cheatin' Heart" er en komposition af Hank Williams fra 1952. Den blev indspillet af Hank Williams samme år og udsendt umiddelbart efter hans død den 1. januar 1953.

## Elvis Presleys udgave
"Your Cheatin' Heart" blev indspillet af Elvis Presley hos Radio Recorders i Hollywood den 1. februar 1958 og blev udsendt på hans album Elvis For Everyone, der kom på gaden i juli 1965. Udover Elvis Presley medvirkede bl.a. Scotty Moore, Bill Black, Chet Atkins, Floyd Cramer og D.J. Fontana på indspilningen.
Denne pladesession var i øvrigt sidste gang Bill Black medvirkede på en Elvis-optagelse. Ud over "Your Cheatin' Heart" blev også "Wear My Ring Around Your Neck" (Bert Carroll, Russell Moody) indspillet, men på grund af en økonomisk uoverensstemmelse forlod Black samarbejdet med Presley. Elvis Presley og Bill Black så aldrig siden hinanden.

## Andre indspilninger
En lang række andre kunstnere har indspillet "Your Cheatin' Heart", bl.a.:
- Ray Charles
- Louis Armstrong
- Glen Campbell
- Patsy Cline
- Fats Domino
- Jerry Lee Lewis